# Kalkplateau

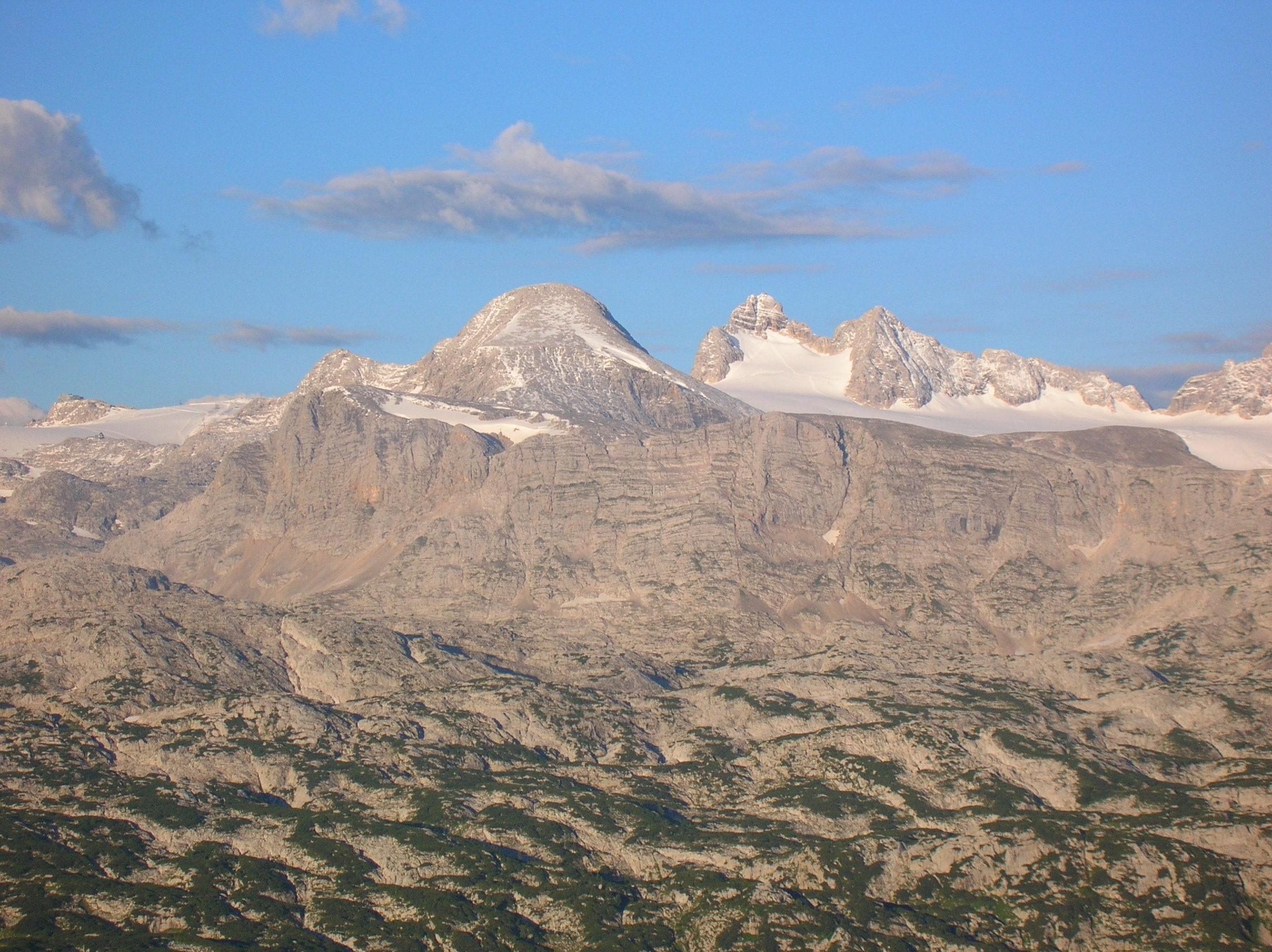
Hoher Dachstein und östliches Kalkplateau

Das Kalkplateau ist eine häufige Landform in Regionen, dessen Geologie von Kalkstein geprägt ist.
An Karbonatgesteinen wie Kalk und Dolomite greifen die Kräfte der Erosion vorwiegend als Lösungs- und Kohlensäureverwitterung an, wodurch zahlreiche Klüfte und wasserführende Spalten entstehen. Dies führt zu einem Wasserhaushalt, der v. a. unterirdisch verläuft, während die Oberfläche vieler Gebiete annähernd horizontal bleibt. Ausnahmen davon finden sich lediglich in geologisch jungen Orogenen (Gebirgsbildungen). Doch auch hier kann es ausgedehnte Plateau-Landschaften geben, etwa im Dachsteinmassiv (Oberösterreich).
Je nach der Entstehungsart der Karbonate zeigen Kalkplateaus oft verschiedenartige Versteinerungen oder eine spezielle Ausprägung an Kleinformen – etwa Höhlen und Karsterscheinungen. Auch die Ausfällung von biogenen Kalksteinen und ähnlichen Sedimenten mit hohem CaCO3-Gehalt kann formbildend sein.
Kalkplateaus finden sich in vielen Großregionen der Erde – naturgemäß am häufigsten am Rand oder in der Nähe von Meeren oder früheren Meeren. Als Hochebenen treten sie auf allen Kontinenten auf, als Karstlandschaften wegen der Klima-Einflüsse vor allem im Bereich des Mittelmeeres oder in China und Südostasien. In Mitteleuropa haben einige Regionen in den Nördlichen und südlichen Kalkalpen plateauartigen Charakter (z. a. der o. e. Dachstein und seine Umgebung), ferner z. B. die Fränkische und Schwäbische Alb, der Schweizer Jura und geologisch ähnliche Gebiete in Westeuropa und ab den atlantischen Küsten.